# آلفا رومئو تویتوتانتا
آلفارومئو تویتوتانتا (Alfa Romeo ۲uettottanta) خودرویی است که در ایتالیا تولید شده‌است. ‌است. 
موتور آن ۱۷۵۰ سی‌سی است.